# جيري جيل (لاعب كرة قاعدة)
جيري جيل (بالإنجليزية: Jerry Gil)‏ هو لاعب كرة قاعدة دومينيكاوي، ولد في 14 أكتوبر 1982 في سان بيدرو دي ماكوريس في جمهورية الدومينيكان.

## وصلات خارجية
- جيري جيل على موقع دوري كرة القاعدة الرئيسي (الإنجليزية)
- جيري جيل على موقعبيزبول رفرنس.كوم (الدوري الرئيسي) (الإنجليزية)
- جيري جيل على موقعبيزبول رفرنس.كوم (الدوري الثانوي) (الإنجليزية)
- جيري جيل على موقع إي إس بي إن.كوم (أم.أل.بي) (الإنجليزية)
- جيري جيل على موقع مشجعي الرسوم البيانية (الإنجليزية)